# Manoir de la Touche-Brandineuf
Le manoir de la Touche-Brandineuf est situé à Plouguenast en France.

## Localisation
Le manoir est situé sur la commune de Plouguenast dans le département des Côtes-d'Armor, dans la région Bretagne.

## Description
Le manoir est une gentilhommière composée d'un corps de logis à deux étages. Sur la façade principale s'élève la tour contenant l'escalier. La porte d'entrée est en arc brisé avec archivolte à crochets. Le projet initial prévoyait un bâtiment plus long. Une coursière en bois en encorbellement, qui a laissé de nombreuses traces sur l'édifice, courait sur sa façade. À l'intérieur, la grande cuisine compte plusieurs cheminées dont une côtoie une armoire murale,.

## Historique
Le manoir est inscrit au titre des monuments historiques par arrêté du 30 mars 1926.